# Czyżów Szlachecki
Czyżów Szlachecki – wieś w Polsce położona w województwie świętokrzyskim, w powiecie sandomierskim, w gminie Zawichost.
Prywatna wieś szlachecka Czyżów położona była w drugiej połowie XVI wieku w powiecie sandomierskim województwa sandomierskiego.
Do 1954 roku siedziba gminy Czyżów Szlachecki. W latach 1954–1972 wieś należała i była siedzibą władz gromady Czyżów Szlachecki. W latach 1975–1998 miejscowość administracyjnie należała do województwa tarnobrzeskiego.
Przez miejscowość przebiega droga wojewódzka nr 755.
Miejscowość leży na trasie  zielonego szlaku rowerowego im. Witolda Gombrowicza.

## Zabytki
- Późnobarokowy pałac z połowy XVIII wieku; wybudowany przez kasztelana połanieckiego Jana Aleksandra Czyżowskiego; przebudowany na przełomie XVIII i XIX wieku; fronton pałacu ozdobiony jest rzeźbami nawiązującymi do mitologii greckiej wykonanymi przez jezuickiego rzeźbiarza Tomasza Huttera; w środkowej części fasady bogato zdobiony portal z koroną i herbem szlacheckim Topór. Początkowo w miejscu pałacu, Michał z Czyżowa, kasztelan sandomierski ufundował zamek, prawdopodobnie w 1412 roku. Zamek zbudowano na skarpie sztucznie podwyższonego wzgórza. Z rozbiórki ruin zamku, zniszczonego podczas wojen szwedzkich, uzyskano materiał budowlany, z którego około 1740-1750 roku wystawiono pałac[7][8]. Pałac wraz z parkiem zostały wpisane do rejestru zabytków nieruchomych (nr rej.: A.781/1-2 z 8.10.1946, z 4.12.1957, z 23.06.1967 i z 20.05.1977)[9].

## Przyroda
Z wsią graniczy rezerwat przyrody Zielonka o pow. 21,08 ha utworzony w 1974 r. Zespół leśny tworzą: lipa drobnolistna, dąb szypułkowy, wiąz, brzoza, osika w wieku 100-150 lat. Na terenie rezerwatu występują wąwozy lessowe.